# 1572 en philosophie
Chronologie de la philosophie
- 1568
- 1569
- 1570
- 1571
- 1572
- 1573
- 1574
- 1575
- 1576

L’année 1572 a été marquée, en philosophie, par les événements suivants :

## Naissances
- Guillaume du Val, aussi appelé Guillaume Duval, latinisé en Guillelmus Du Val ou Guillelmus Du Vallius est un érudit, médecin et philosophe français, né à Pontoise vers 1572, mort à Paris le 22 septembre 1646.

- Bartholomaeus Keckermann (né en 1572 à Dantzig et mort dans cette même ville le 25 juillet ou 25 août 1609), écrivain allemand, théologien protestant, philosophe, juriste et hébraïsant. Connu pour sa Méthode analytique et pour ses écrits sur la rhétorique, il est comparé à Gérard Vossius. Son influence fut considérable en Europe du Nord et au Royaume-Uni[1].

- Pierre de La Place : Traité De l’excellence de l’homme chrétien et manière de le connaître, 1572 (ou 1575 ?), publié par P. de Farnace.

## Décès
- 25 août à Paris, assassiné : Pierre de La Place, né vers 1520 à Angoulême, magistrat, jurisconsulte, philosophe, historien et écrivain protestant français, victime du massacre de la Saint-Barthélemy.